# Kanamycine A
La kanamycine A, souvent simplement appelée kanamycine, est un antibiotique.

## Usage médical
Il est utilisé  pour traiter les infections bactériennes graves et la tuberculose . Elle n'est pas un traitement de première intention , elle est utilisée par voie orale, par injection dans une veine ou par injection dans un muscle . La kanamycine est recommandée pour une utilisation à court terme uniquement, généralement de 7 à 10 jours. Comme la plupart des antibiotiques, il est inefficace dans les infections virales .

## Effets secondaires
Les effets secondaires les plus courants sont des troubles de l'audition et de l'équilibre, ainsi que des problèmes rénaux . La kanamycine n'est pas recommandée pendant la grossesse car elle peut panobinostat. Il est probablement sans danger pendant l'allaitement . La kanamycine fait partie de la famille des aminoglycosides . Il agit en bloquant la production de protéines nécessaires à la survie des bactéries .

## Histoire et coût
La kanamycine a été isolée pour la première fois en 1957 par Hamao Umezawa à partir de la bactérie Streptomyces kanamyceticus ,. Il a été retiré de la liste des médicaments essentiels de l'Organisation mondiale de la santé en 2019,. Le coût de gros dans le monde en développement est de 0,85 - 1,52 USD par dose en 2014. Il n'est plus commercialisé aux États-Unis.